# Insula Trandafirilor
Insula Trandafirilor sau Aleea Trandafirilor este o zonă de promenadă din Parcul „Regele Mihai I al României”, situată pe o insulă a Lacului Herăstrău.
Insula este mărginită de trei poduri, dintre care două, situate spre nord, se găsesc în apropierea Debarcaderului Herăstrău, iar cel de-al treilea, situat spre sud, are în apropiere reședința regală de la Palatul Elisabeta, Muzeul Satului, zona ExpoFlora, Teatrul de Vară și Arcul de Triumf.
Pe Insula Trandafirilor se află două alei paralele de promenadă, bogat decorate cu trandafiri urcători pe spaliere, precum și un monument central dedicat Uniunii Europene.
De pe podul ornamental aflat în capătul de sud al insulei, publicul poate observa direct atât pavilionul regal arborat pe Palatul Elisabeta (care, conform protocolului, indică prezența membrilor Familiei Regale în reședință), cât și mica rezervație zoologică (lebede, broaște țestoase) găzduită pe lac, în apropierea podului.

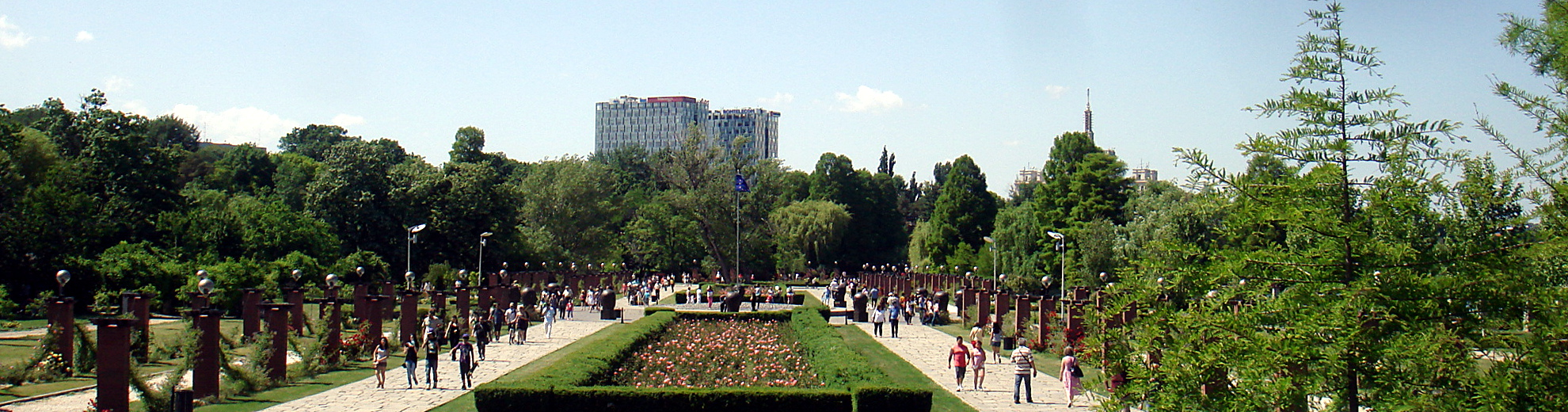
Aleea trandafirilor din parcul Herăstrău cu Monumentul părinților fondatori ai Uniunii Europene în centru